# Wilhelmshausen
 Wilhelmshausen is een dorp van de gemeente Fuldatal in het district Kassel-Land in
Hessen. Wilhelmshausen ligt aan de Uerdinger Linie, in het traditionele Nederduitse gebied.
Wilhelmshausen ligt tussen Bonaforth en Immenhausen.
Er is een protestantse kerk in Wilhelmshausen.